# 萩亮

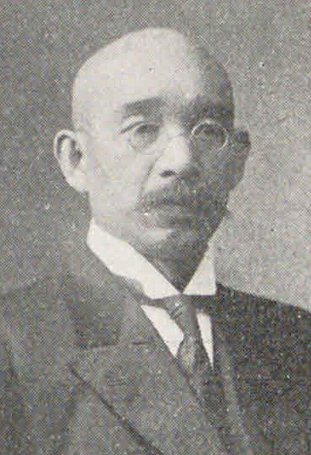
萩亮

萩 亮（はぎ りょう、元治元年4月27日（1864年6月1日） - 大正12年（1923年）12月19日）は、日本の衆議院議員（立憲政友会→政友本党→立憲民政党）、内務官僚、検事。

## 経歴
薩摩国薩摩郡樋脇村（現在の薩摩川内市）出身。明治法律学校（現在の明治大学）卒業後、1895年（明治28年）に司法官試補となり、1897年（明治30年）より鹿児島、久留米、佐賀、宮崎、熊本などの裁判所で検事として勤務した。1907年（明治40年）に内務省に転じ、山形県事務官・警察部長、青森県内務部長、和歌山県内務部長を歴任し、1914年（大正3年）に休職となった。
その後、1917年（大正6年）の第13回衆議院議員総選挙に出馬し、当選。1920年（大正9年）の第14回衆議院議員総選挙でも再選された。